# Louisa Starr
Pour les articles homonymes, voir Starr et Canziani.
 (janvier 2024).
La mise en forme du texte ne suit pas les recommandations de Wikipédia : il faut le « wikifier ».
Les points d'amélioration suivants sont les cas les plus fréquents. Le détail des points à revoir est peut-être précisé sur la page de discussion.
- Les titres sont pré-formatés par le logiciel. Ils ne sont ni en capitales, ni en gras.
- Le texte ne doit pas être écrit en capitales (les noms de famille non plus), ni en gras, ni en italique, ni en « petit »…
- Le gras n'est utilisé que pour surligner le titre de l'article dans l'introduction, une seule fois.
- L'italique est rarement utilisé : mots en langue étrangère, titres d'œuvres, noms de bateaux, etc.
- Les citations ne sont pas en italique mais en corps de texte normal. Elles sont entourées par des guillemets français : « et ».
- Les listes à puces sont à éviter, des paragraphes rédigés étant largement préférés. Les tableaux sont à réserver à la présentation de données structurées (résultats, etc.).
- Les appels de note de bas de page (petits chiffres en exposant, introduits par l'outil «  Source ») sont à placer entre la fin de phrase et le point final[comme ça].
- Les liens internes (vers d'autres articles de Wikipédia) sont à choisir avec parcimonie. Créez des liens vers des articles approfondissant le sujet. Les termes génériques sans rapport avec le sujet sont à éviter, ainsi que les répétitions de liens vers un même terme.
- Les liens externes sont à placer uniquement dans une section « Liens externes », à la fin de l'article. Ces liens sont à choisir avec parcimonie suivant les règles définies. Si un lien sert de source à l'article, son insertion dans le texte est à faire par les notes de bas de page.
- La présentation des références doit suivre les conventions bibliographiques. Il est recommandé d'utiliser les modèles {{Ouvrage}}, {{Chapitre}}, {{Article}}, {{Lien web}} et/ou {{Bibliographie}}. Le mode d'édition visuel peut mettre en forme automatiquement les références.
- Insérer une infobox (cadre d'informations à droite) n'est pas obligatoire pour parachever la mise en page.

Pour une aide détaillée, merci de consulter Aide:Wikification.
Si vous pensez que ces points ont été résolus, vous pouvez retirer ce bandeau et améliorer la mise en forme d'un autre article.
Louisa Starr, également connue sous le nom de Louisa Canziani, née en 1845 à Londres, et morte dans la même ville le 25 mai 1909, est une peintre britannique.

## Biographie
Starr naît à Londres et vit à Russell Square lorsqu'elle devient copiste au British Museum. À 16 ans, elle est étudiante à la Royal Academy : elle est la plus jeune élève à être acceptée dans cette école. Cependant, en tant que femme, elle fait face à de nombreuses difficultés. Elle signe son travail sous le pseudonyme L. Starr. Lorsque son identité est révélée, sa scolarité est menacée. Certains membres éminents tentent de lui interdire l'enseignement en prétendant que cela va à l'encontre de la Constitution. En réaction, Louisa demande à voir cette clause dans la Constitution. Finalement, rien n'empêche l'artiste d'apprendre la peinture, et elle poursuit donc son apprentissage.
Elle expose à la Royal Academy son premier travail en 1866 et en 1876, elle expose 17 tableaux. Elle remporte une médaille d'argent pour la meilleure copie et une médaille d'or à la Royal Academy pour une peinture historique en 1867. Elle est la première femme à remporter une médaille d'or pour ce type de peinture et celle-ci est suivie par la médaille d'or de Jessie Macgregor en 1871.
En 1882, elle épouse l'ingénieur civil italien Enrico Canziani (1848-1931) et signe ensuite ses œuvres de son nom d'épouse. Son mari est très occupé par son travail, cela l'oblige à rester en Italie. Ainsi, Louisa reste vivre en Angleterre, le couple se voit plusieurs fois par an. Ils ont une fille, Estella Canziani qui devient également artiste.
Elle expose son travail au palais des Beaux-Arts lors de l'Exposition universelle de 1893 à Chicago, dans l'Illinois. Son tableau Sintram et sa mère est inclus dans le livre de 1905 Women Painters of the World.
Starr meurt à Londres le 25 mai 1909 et est enterrée dans la tombe de la famille Starr (parcelle n°19975) du côté ouest du Cimetière de Highgate, près de la tombe d'Elizabeth Siddal[réf. nécessaire].

## Galerie

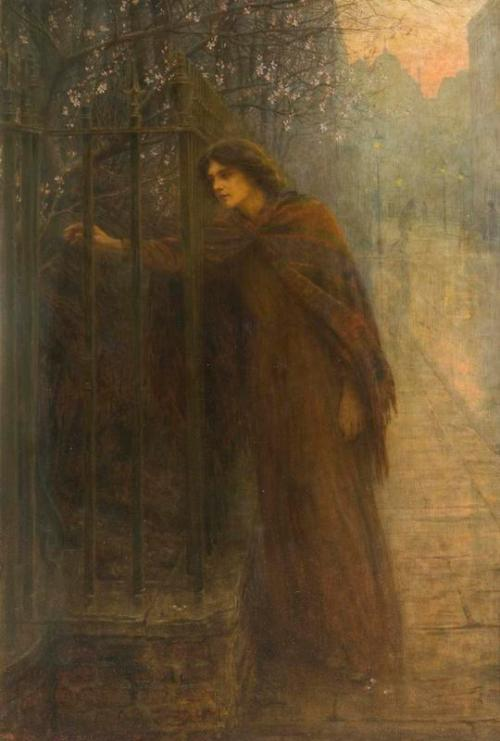
Printemps froid - L'Alien, 1906,Galerie d'art d'Aberdeen
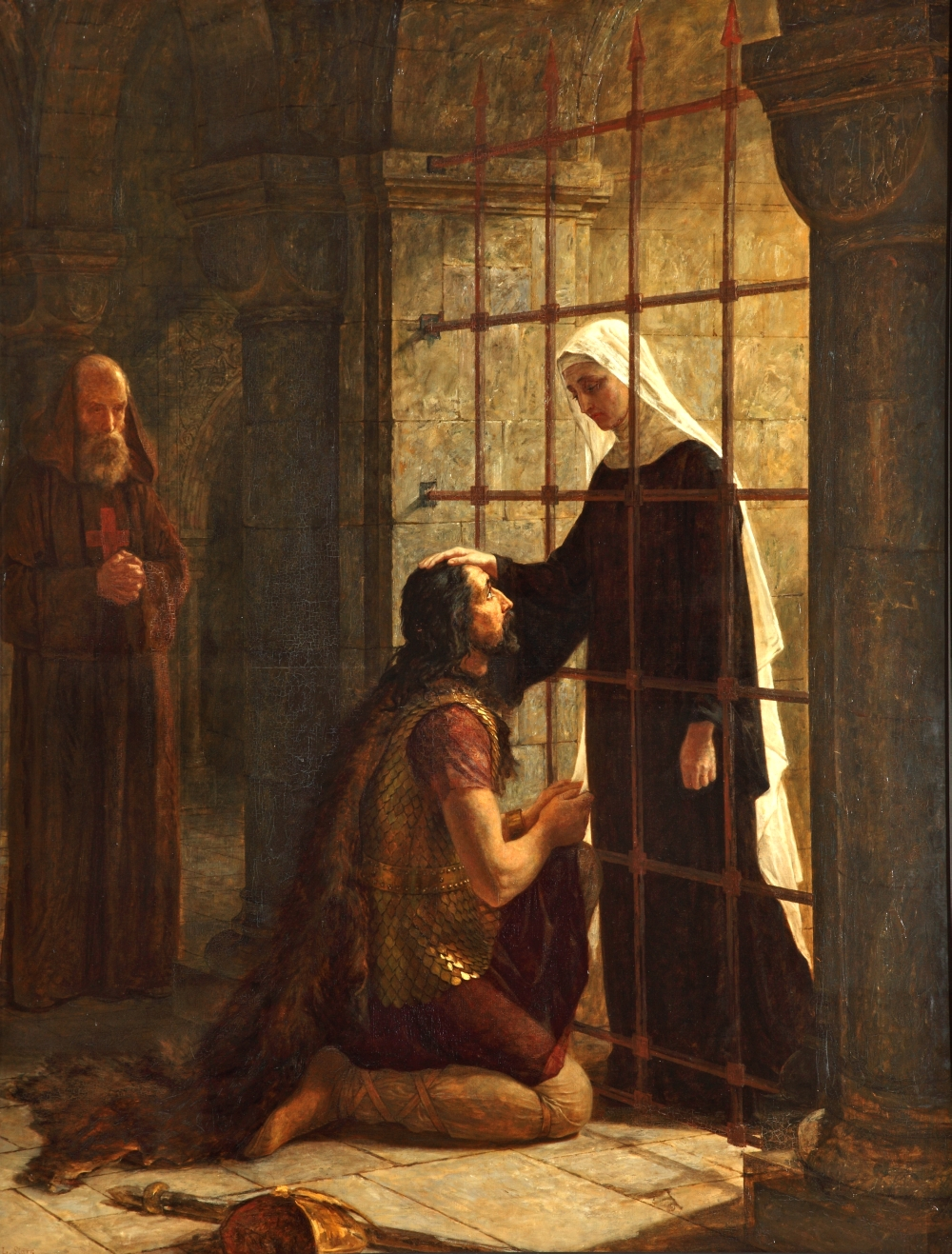
Sintram et sa mère, d'après un conte de De la Motte Fouqué
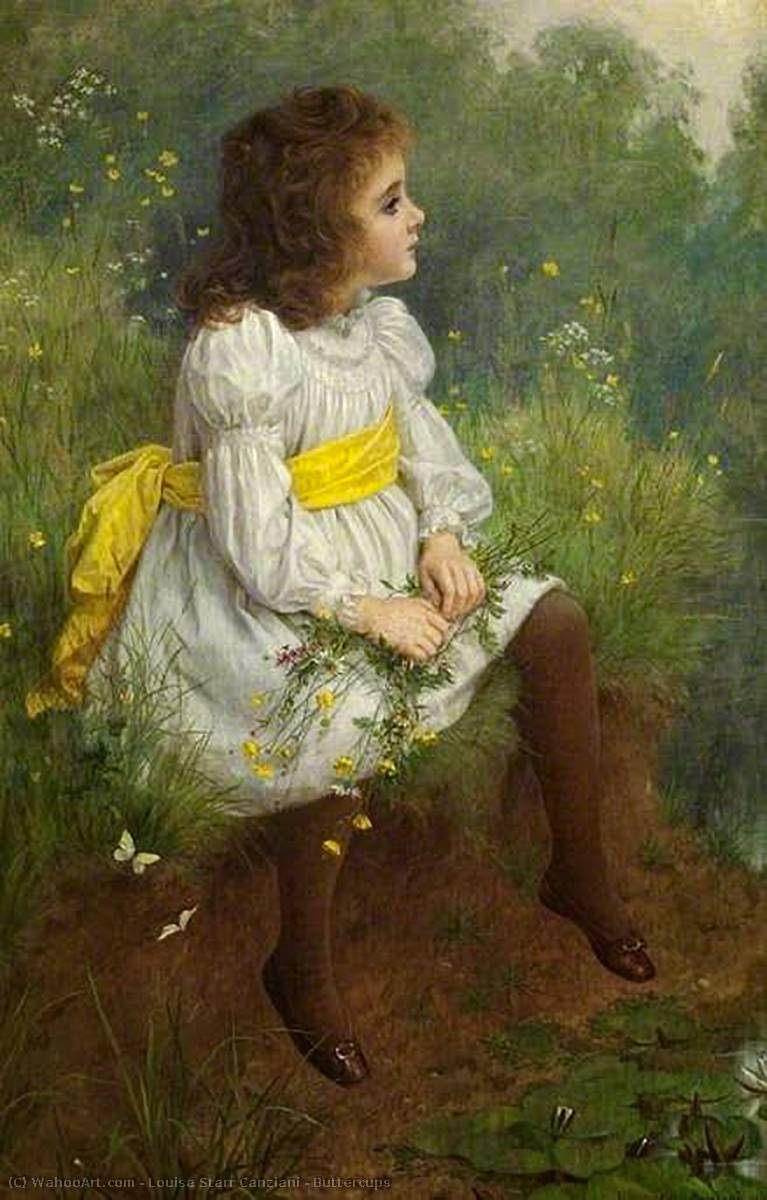
Boutons d'or
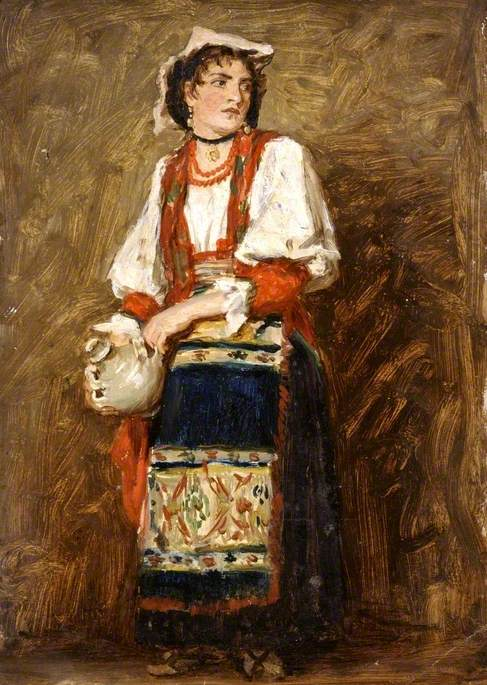
Une femme en costume ciociarien
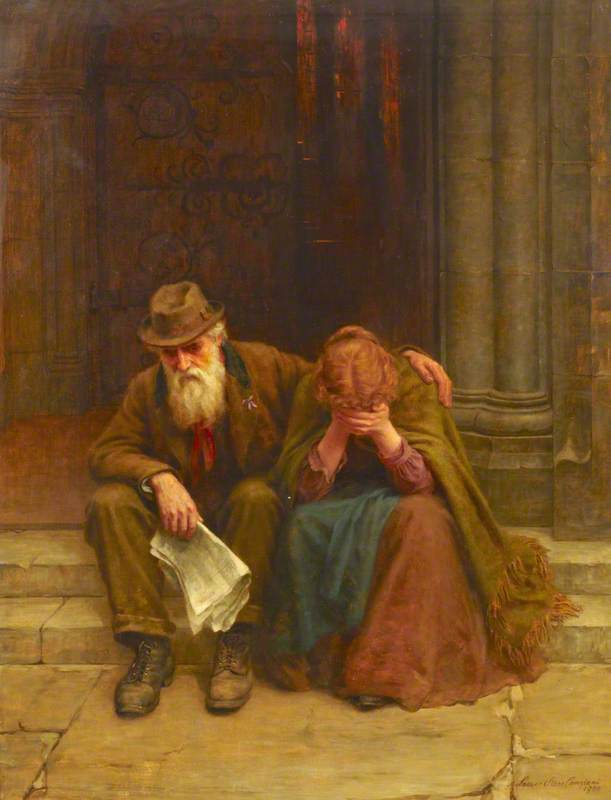
Nouvelles de guerre, 1900
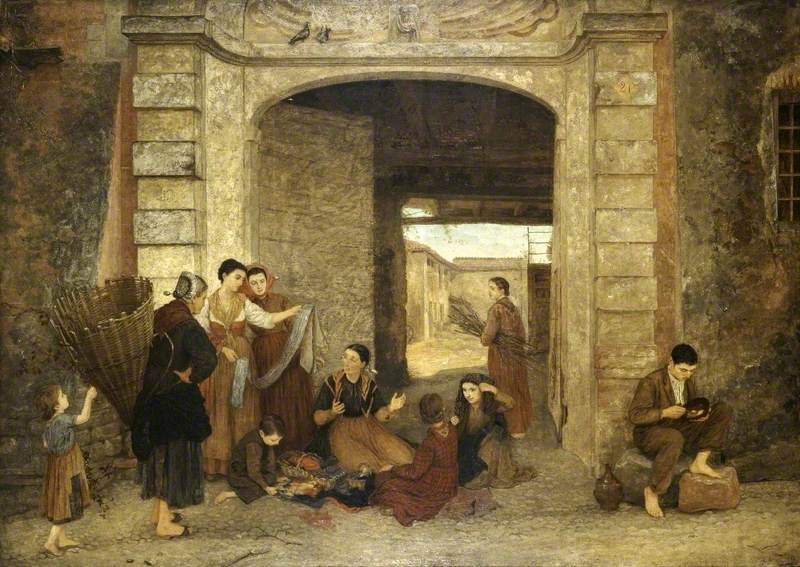
La Porte Éternelle (Cairate, Lombardie), 1876
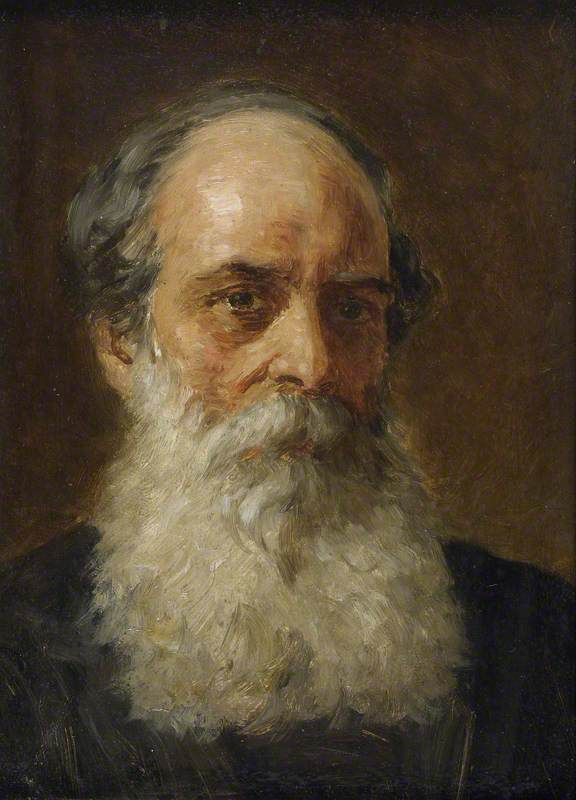
Portrait de John Turtle Wood
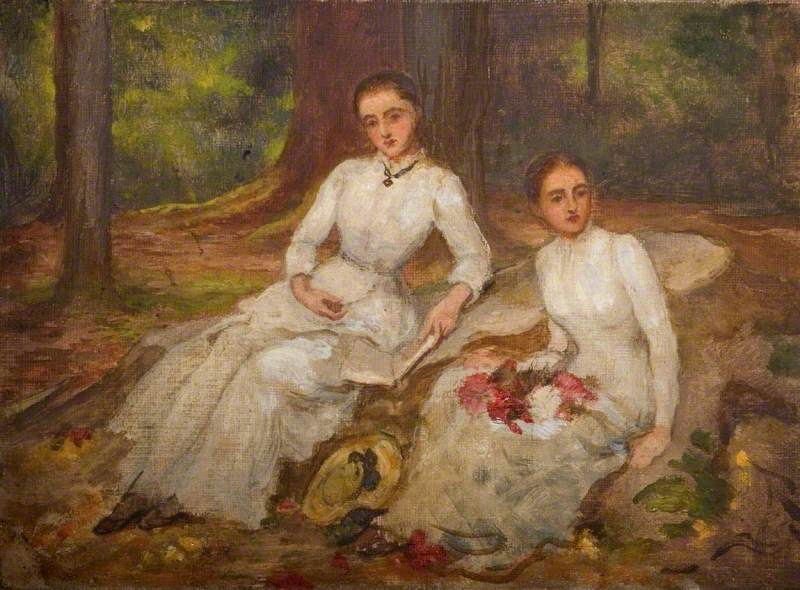
Kathleen et Marianne, les filles de Samuel Gurney Sheppard
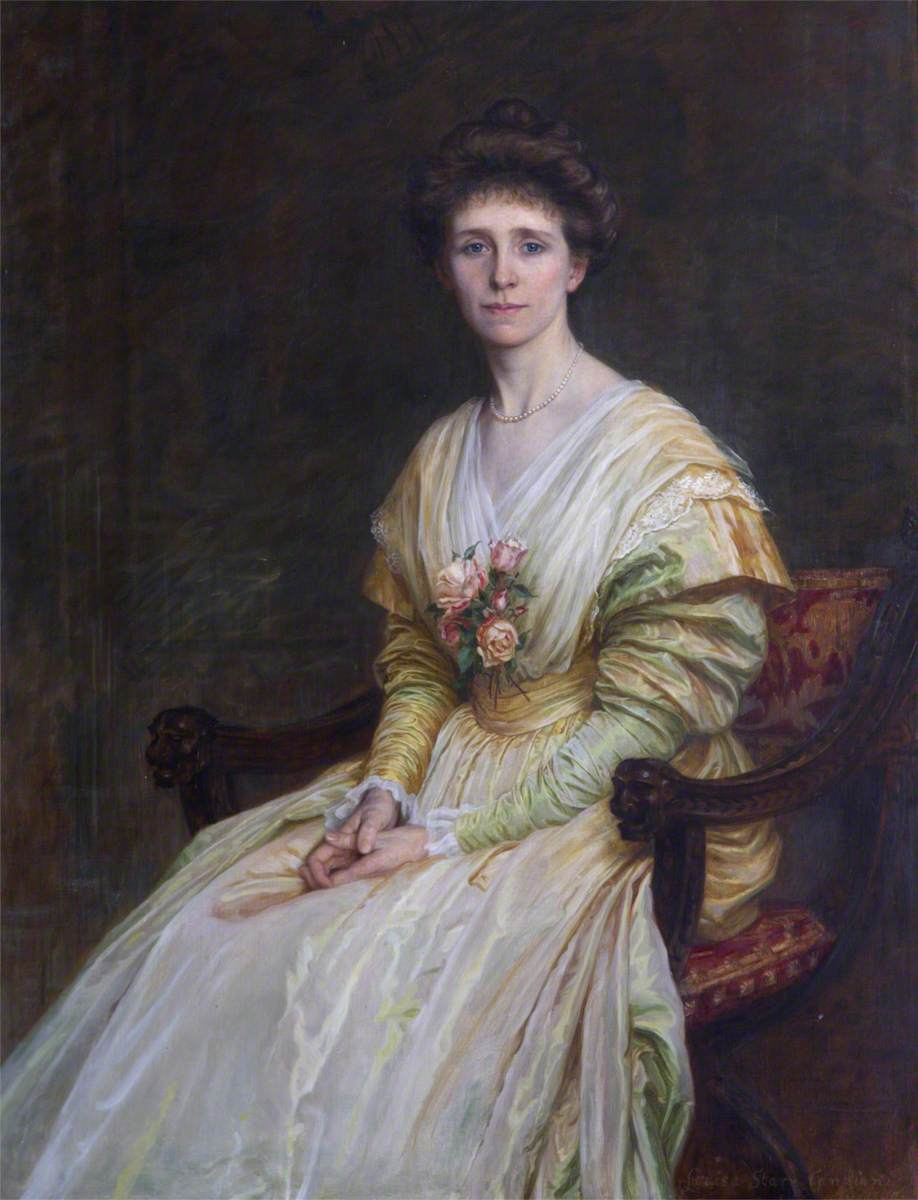
Mrs Julius Drewe, née Frances Richardson (1871–1954)